# Otávio Gabus Mendes
Otávio Gabus Mendes, nascido Octavio Gabus Mendes (Ribeirão Bonito, 1906 — São Paulo, 13 de setembro de 1946) foi um crítico, radialista, ator, roteirista e diretor de cinema brasileiro. Era pai de Cassiano Gabus Mendes e avô dos atores Tato Gabus Mendes e Cássio Gabus Mendes.
Gabus Mendes iniciou sua carreira escrevendo sobre filmes nas revistas Paratodos (1925) e Cinearte (1926). É também autor da originalíssima letra em versos sem rima da valsa "Súplica", gravada por Orlando Silva em 1940, e posteriormente por vários outros intérpretes.

## Carreira
- Ganga Bruta (roteirista, 1933)
- Onde a Terra Acaba (diretor e ator, 1933)
- Mulher (roteirista e diretor, 1931)
- As Armas (roteirista e diretor, 1930)